# Rebecca Azulay Romero
Rebecca Azulay Romero (Valencia, 7 de abril de 1988) es una matemática y astrónoma valenciana.

## Biografía
Estudió en el IES Ramon Llull de Valencia y posteriormente se licenció en Matemáticas y obtuvo su doctorado en Astrofísica en la Universitat de València, donde se especializó en radioastronomía. Sus investigaciones se centran en el estudio de estrellas binarias de baja masa y los agujeros negros. Participa desde 2017 en la colaboración internacional Event Horizon Telescope (EHT), que en 2019 logró fotografiar por primera vez en la historia la sombra de un agujero negro.
En 2020, Rebecca Azulay fue galardonada con el Premio Breakthrough de Física Fundamental como parte del equipo del EHT.

## Reconocimientos
Rebecca Azulay ha recibido numerosos reconocimientos por sus aportaciones a la astrofísica. Entre ellos, destacan:
- Parques dedicados en su honor en los municipios de Moncofa y Yátova, en la Comunidad Valenciana.[4]
- El Premio Breakthrough de Física Fundamental en 2020, como parte del equipo del EHT.[3]

## Publicaciones
Rebecca Azulay ha publicado numerosos trabajos en el campo de la astronomía. Su perfil académico puede consultarse en el sistema Astrophysics Data System (ADS), donde se puede acceder a sus artículos más recientes.